# Shanghai Golden Grand Prix 2019
Shanghai Golden Grand Prix 2019 – mityng lekkoatletyczny, który odbył się 18 maja w Szanghaju. Zawody były drugą odsłoną prestiżowej Diamentowej Ligi w sezonie 2019.

## Rezultaty

### Mężczyźni
| Konkurencja:               | 1. miejsce         | Rezultat           | 2. miejsce         | Rezultat         | 3. miejsce          | Rezultat          |
| Bieg na 100 m              | Noah Lyles         | 9,86 (9,852) WL PB | Christian Coleman  | 9,86 (9,858) =WL | Akani Simbine       | 9,95 SB           |
| Bieg na 200 m              | Aaron Brown        | 20,07 SB           | Andre De Grasse    | 20,21            | Clarence Munyai     | 20,37 SB          |
| Bieg na 400 m              | Fred Kerley        | 44,81 SB           | Michael Cherry     | 45,48            | Nathan Strother     | 45,52 SB          |
| Bieg na 5000 m             | Yomif Kejelcha     | 13:04,16 WL        | Selemon Barega     | 13:04,71 WJL SB  | Hagos Gebrhiwet     | 13:04,83 SB       |
| Bieg na 110 m przez płotki | Omar McLeod        | 13,12 SB           | Xie Wenjun         | 13,17 PB         | Siergiej Szubienkow | 13,28 (13,278) SB |
| Bieg na 400 m przez płotki | Abderrahaman Samba | 47,27 WL MR        | Rai Benjamin       | 47,80 SB         | Thomas Barr         | 49,41 SB          |
| Skok wzwyż                 | Wang Yu            | 2,28 SB            | Maksim Niedasiekau | 2,28 SB          | Ilja Iwaniuk        | 2,28 SB           |
| Skok w dal                 | Tajay Gayle        | 8,24               | Wang Jianan        | 8,16 SB          | Rushwal Samaai      | 8,14              |
| Rzut oszczepem             | Andreas Hofmann    | 87,55 WL           | Cheng Chao-tsun    | 87,12 SB         | Marcin Krukowski    | 84,51             |

### Kobiety
| Konkurencja:                  | 1. miejsce          | Rezultat      | 2. miejsce           | Rezultat   | 3. miejsce            | Rezultat   |
| Bieg na 100 m                 | Aleia Hobbs         | 11,03 SB      | Blessing Okagbare    | 11,07 SB   | Elaine Thompson       | 11,14 SB   |
| Bieg na 400 m                 | Salwa Eid Naser     | 50,65 SB      | Sydney McLaughlin    | 50,78 SB   | Christine Botlogetswe | 51,29 SB   |
| Bieg na 1500 m                | Rababe Arafi        | 4:01,15 WL    | Gudaf Tsegay         | 4:01,25 SB | Winnie Nanyondo       | 4:01,39 NR |
| Bieg na 3000 m z przeszkodami | Beatrice Chepkoech  | 9:04,53 WL MR | Celliphine Chespol   | 9:11,70 SB | Peruth Chemutai       | 9:17,78 SB |
| Skok o tyczce                 | Ekaterini Stefanidi | 4,72 EL       | Nikoleta Kiriakopulu | 4,72 SB    | Li Ling               | 4,72 AR    |
| Pchnięcie kulą                | Chase Ealey         | 19,58         | Gong Liliao          | 19,44 SB   | Alona Dubicka         | 18,78 SB   |
| Rzut oszczepem                | Lü Huihui           | 66,89 MR      | Līna Mūze            | 64,87 PB   | Christin Hussong      | 64,10      |

## Wyniki reprezentantów Polski

### Mężczyźni
- bieg na 400 m ppł: 4. Patryk Dobek 49,64 SB
- rzut oszczepem: 3. Marcin Krukowski 84,51

### Kobiety
- bieg na 400 m: 7. Justyna Święty-Ersetic 51,85 SB
- pchnięcie kulą: 8. Paulina Guba 17,86 SB

## Rekordy
Podczas mityngu ustanowiono 3 krajowe rekordy w kategorii seniorów:
| Zawodnik          | Reprezentacja | Konkurencja                        | Rezultat |
| ----------------- | ------------- | ---------------------------------- | -------- |
| Winnie Nanyondo   | Uganda        | bieg na 1500 metrów                | 4:01,39  |
| Geneviève Lalonde | Kanada        | bieg na 3000 metrów z przeszkodami | 9:29,82  |
| Li Ling           | Chiny         | skok o tyczce                      | 4,72     |